# Comuna Draganić, Karlovac
Draganić este o comună în cantonul Karlovac, Croația, având o populație de 2.741 de locuitori (2011).

## Demografie
Componența etnică a comunei Draganić
     Croați (95,95%)
     Necunoscut (0,33%)
     Neclasificat (1,97%)
Componența confesională a comunei Draganić
     Catolici (94,49%)
     Musulmani (1,53%)
     Fără religie și atei (1,17%)
     Necunoscută (2,01%)
     Alte religii (0,8%)
Conform recensământului din 2011, comuna Draganić avea 2.741 de locuitori. Din punct de vedere etnic, majoritatea locuitorilor (95,95%) erau croați. Apartenența etnică nu este cunoscută în cazul a 0,33% din locuitori. Din punct de vedere confesional, majoritatea locuitorilor (94,49%) erau catolici, existând și minorități de musulmani (1,53%) și persoane fără religie și atei (1,17%). Pentru 2,01% din locuitori nu este cunoscută apartenența confesională.